# روبرت فيسكو
روبرت لي فيسكو (بالإنجليزية: Robert Lee Vesco) (4 ديسمبر 1935 - 23 نوفمبر 2007)، وهو ممول جنائي هارب من الولايات المتحدة. بعد عدة سنوات من الاستثمارات الخطرة والتداولات الائتمانية المشكوك فيها، تبين أن فيسكو مذنب في الاحتيال الأوراق المالية. وقد فر على الفور من التحقيق الذي أجرته هيئة الأوراق المالية والبورصات الأمريكية بعد ذلك عاش في عدد من دول أمريكا الوسطى والكاريبي.